# Кам'янистий шлях
«Кам'янистий шлях» (латис. Akmeņainais ceļš) — радянський латвійський фільм режисера Роланда Калниньша за мотивами роману Віліса Лациса. Вийшов у прокат 1983 року.

## Сюжет
1930-і роки, Латвійська Республіка. Роберт Лівіньш, син вантажника, долаючи труднощі, вибивається в люди та стає архітектором. У нього виникає роман із донькою фабриканта Лівією, яка відповідає йому взаємністю, і готова вийти за нього заміж. Роберт, бажаючи залишитися незалежним, просить дівчину відмовитися від приданого. Однак Лівія не розуміє коханого і, до того, вимагає від нього порвати стосунки зі своїми бідними родичами, щоб своїм походженням з низів не скомпрометувати її респектабельну родину.

## В ролях
- Андрейс Жагарс — Роберт Лівінь
- Візма Квепа — Лівія
- Андріс Берзіньш — Ерік
- Регіна Розуму — Аліса
- Юріс Рійніекс — Валфрід
- Едуардс Павулс — Улпе
- Ніна Незнамова — пані Мелдріня
- Гунарс Цілінський — епізод
- Вайроніс Яканс — епізод
- Ліга Лієпіня — епізод
- Харійс Спановскіс — епізод
- Лелде Вікмане — епізод
- Гунарс Плаценс — епізод
- Петеріс Лієпіньш — епізод
- Еріка Ферда — епізод
- Арійс Гейкінс — епізод
- Ростислав Горяєв — епізод

## Знімальна група
- Режисер — Роланд Калниньш
- Сценарист — Егонс Лівс
- Оператор — Мікс Звірбуліс
- Композитор — Імант Калниньш
- Художник — Ієва Романова